# 郷下川

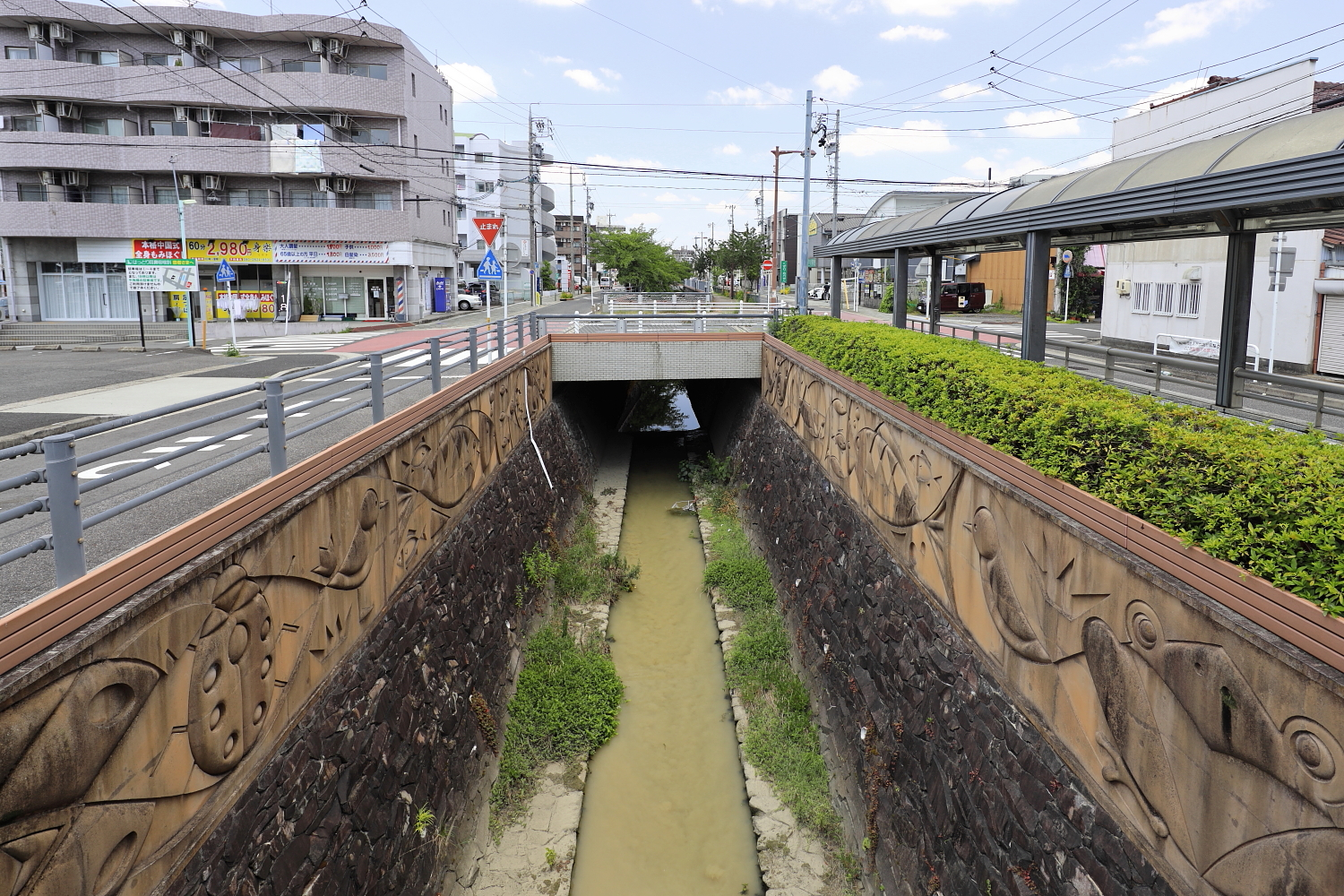
下流 （2021年7月）
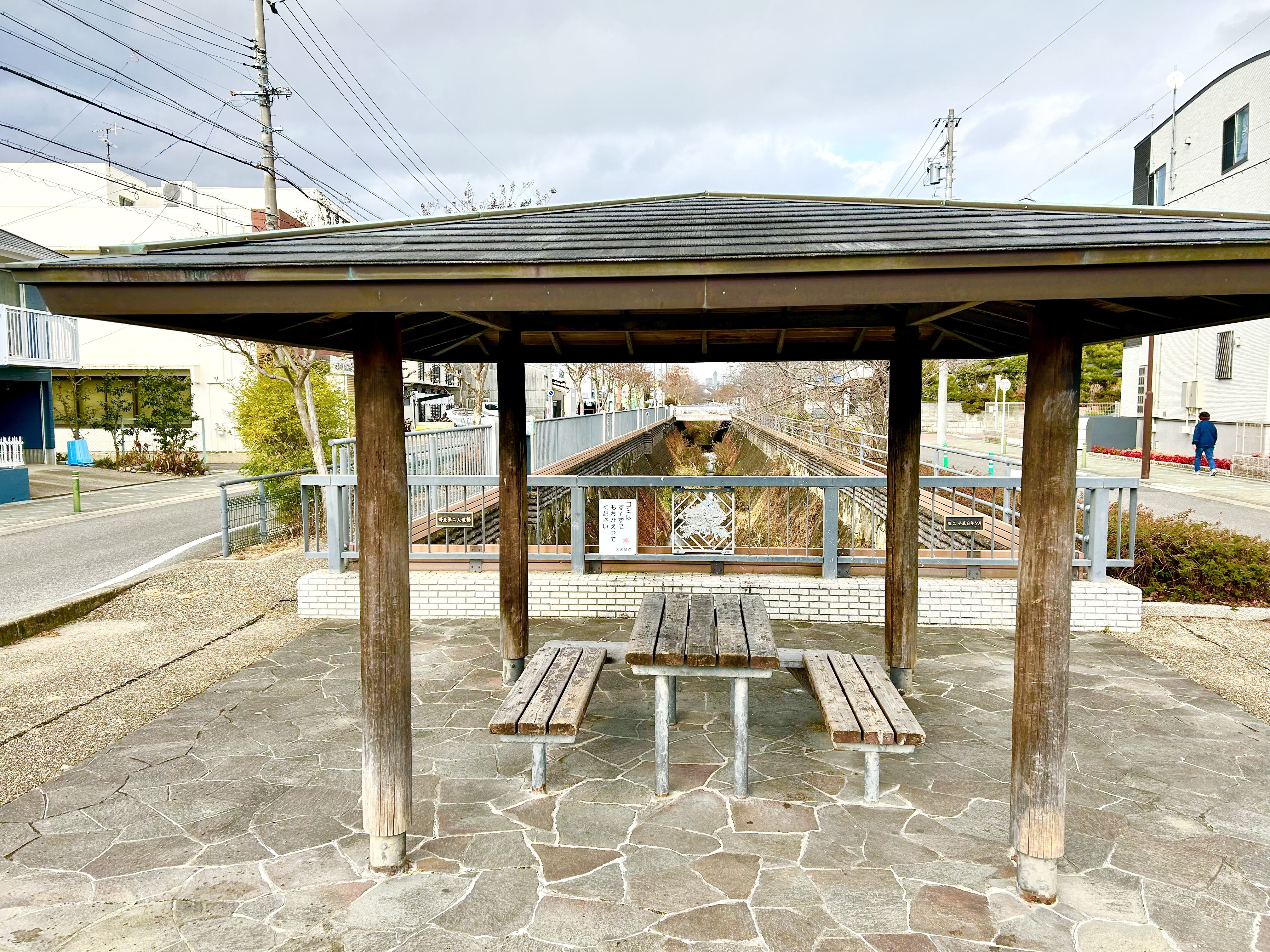
人道橋に設置されている東屋 （2021年7月）

郷下川（ごうしたがわ）は、愛知県名古屋市天白区を流れる天白川水系の普通河川。村下川とも呼ばれる。

## 概要
天白川の2次支川。かつての野並村（名古屋市天白区大字野並）を流れる。もともとは天白川が激しく流路を変えていた時代の古川であったとされている。
2000年の東海豪雨では雨水が逆流し、大きな被害を出した（後述）。その後、対策として護岸嵩上げ工事が行われ、現在では監視用のライブカメラが設置されている。現在では、河川に下りる階段や東家（あずまや）が設置されており、綺麗に整備されている。

## 地理
天白区の西部を流れ、天白区内で流路が完結する。
郷下川は野並1号橋から開渠となる。南流し、途中相生山付近に源を発す流れを集める笹原排水路を合わせて天白区と緑区の境界付近で藤川に合流する。

### 名称の由来
名称の由来は『野並郷（野並村）の下の川』から。区画整理前までは村下川と呼ばれていた。また、天白川が激しく流路を変えていた時代の旧流路とされていることから、古川とも呼ばれている。

### 流域の周辺施設
- 名古屋市立南天白中学校
- 名古屋市立野並小学校
- 郷下公園
- 笹原公園
- あいち銀行 野並支店

## 東海豪雨と水害対策
- 2000年（平成12年）9月11日 - 東海豪雨（水害）において、名古屋市周辺で最も浸水被害が激しかったのは、天白区野並地区となる。天白川、藤川の堤防に囲まれた堤内地が水面より低い地形のため、行き場を失った雨水が集中、野並公園に隣接する『雨水排水ポンプ場』から天白川に排水した水が、河口に向かわず、そのまま藤川から郷下川へと逆流し、再び野並地区に流入する事態となり、やがて郷下川より西側の住宅のおよそ2800世帯の1階は完全に水没し（最も高い所で水深2m）、住居内での溺死者も発生した[13][8]。
- 2001年（平成13年）- 護岸嵩上げ工事にて最大22cm護岸が高くなった[8]。
- 2023年（令和5年）現在 - 『野並地区水防サイレン』が設置され、郷下川の水位が7.1メートル以上になると自動でサイレンが鳴る（8m以上で避難勧告）。

## 橋梁
- 野並1号橋
- 野並2号橋
- 野並3号橋
- 野並4号橋
- 野並5号橋
- 笹原人道橋
- 野並人道橋
- 野並第2人道橋
- 野並第3人道橋
- 郷下橋
- 天白6号溝橋[14]

## 交通

### 公共交通機関

#### 鉄道
名古屋市営地下鉄
-  桜通線 野並駅

#### 路線バス
名古屋市営バス
- 野並 停留所
- 野並二丁目 停留所
- 北沢 停留所
- 笹原 停留所

### 道路
- 東海通（名古屋市道東海橋線）[15]
- 愛知県道59号名古屋中環状線[15]

## ギャラリー

### 郷下川
- 下流
（2021年7月）
- 人道橋に設置されている東屋
（2021年7月）

### 笹原排水路

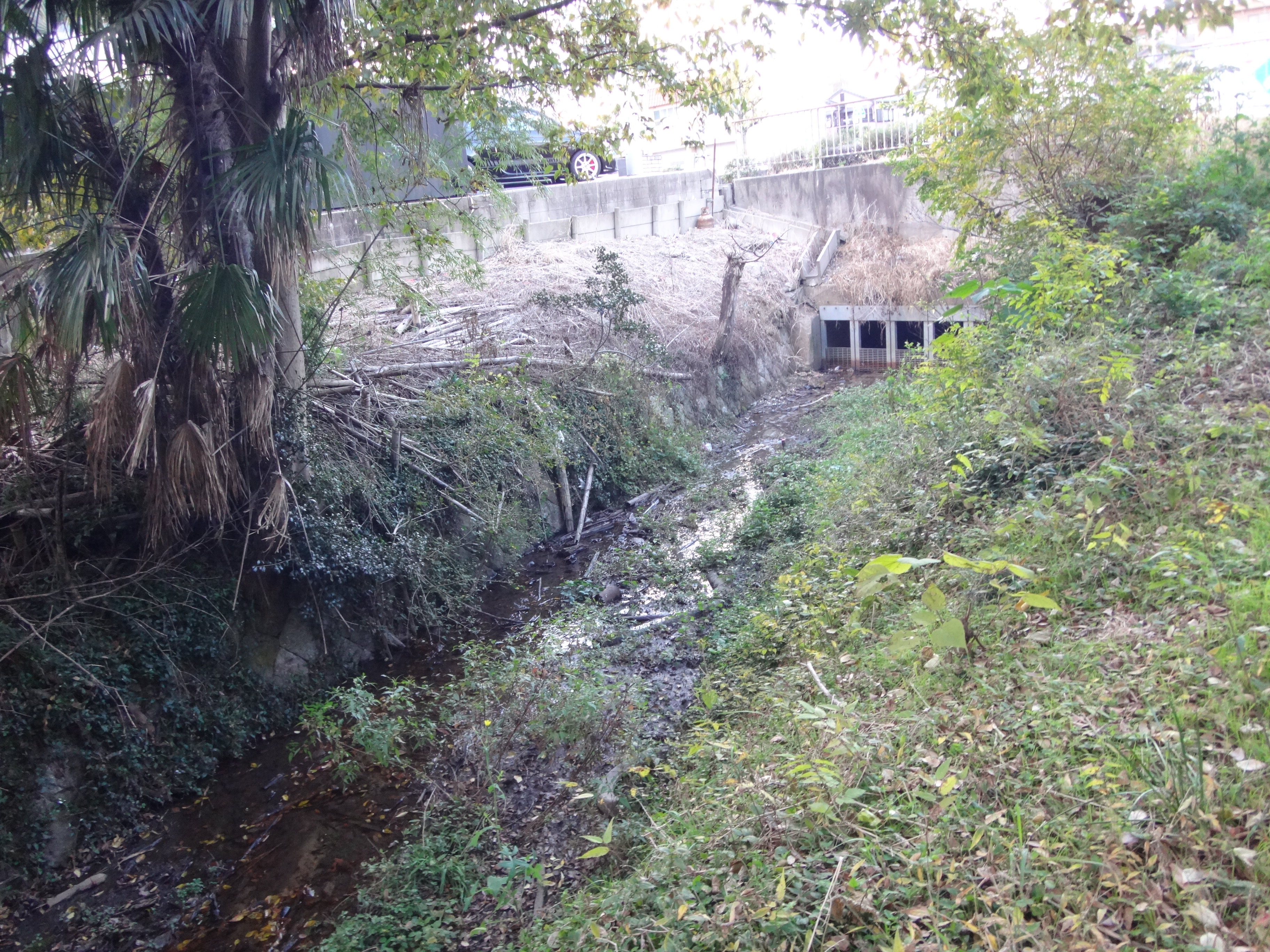
笹原排水路の起点 （2023年12月）